# Anne François
Pour les articles homonymes, voir François.
Anne François est une écrivaine belge née à Hasselt le 20 septembre 1958 et morte le 24 avril 2006.
Réalisatrice ayant étudié à l'INSAS, après obtention de la licence en philologie romane (UCL 1981), elle s'occupait d'émissions littéraires à la RTBF.
Son premier livre parle de l'expérience de la maladie de Hodgkin, le second de l'amour d'une mère pour sa fille autiste. Anne François a également écrit des nouvelles et était membre du jury Rossel.